# Сибирское удельное ведомство
Сибирское удельное ведомство (или Сибирское удельное управление) — подразделение Министерства императорского двора и уделов Российской империи, с 1867 по 1873 год осуществляло управлением удельными землями в Приморской области.
Удельными землями заведовал Сибирский удельный управляющий — Г. В. Фуругельм (1868—1871), после его смерти до упразднения ведомства (1873) — «триумвират» из чиновников удельного управления. Место пребывания управления, выбранное военным губернатором Приморской области И. В. Фуругельмом, — фактория Находка.

## Создание ведомства
В 1865 году генерал-губернатор Восточной Сибири М. С. Корсаков обратился в Департамент уделов с предложением ходатайствовать перед правительством об отводе удельному ведомству земель в Приморской области для освоения новых земель и организации торговой фактории. Удельные ведомства финансово поддерживались государством.

### Выбор земель удельного ведомства и его фактории
В 1866 году военный губернатор Приморской области И. В. Фуругельм с командировкой прибыл в залив Посьета спланировать развитие Южно-Уссурийского края. Одновременно он проводил рекогносцировку по выбору местности для учреждения Сибирского удельного ведомства. И. В. Фуругельм выбрал бухту Находка как наиболее удобное место для расположения фактории.
В связи с выбором местности для учреждения Сибирского удельного ведомства младший брат военного губернатора Гаральд Фуругельм в 1865 году отправился в командировку в Южное Приморье для подбора земель удельного ведомства. В 1866 году он возглавил экспедицию по выбору места для фактории. Во время экспедиции особое внимание её участников привлекла плодородная долина реки Сучан. Как сообщалось в издании 1895 года, «обе бухты залива Америка — Врангеля и Находка глубоки и укрыты от волнения, но вторая имеет преимущество на первой не только по морским качествам, но по близости к реке Сучану, которая течёт по широкой долине с густым сельским населением китайцев и двумя русскими посёлками».

#### Топографическая экспедиция
20 ноября 1865 года Г. В. Фуругельму было предписано провести обследование Южно-Уссурийского края в течение 1866 года. 15 апреля 1866 года командующий Восточно-Сибирским округом направил Г. В. Фуругельму письмо, в котором, в связи с поручением об осмотре и выборе для Удельного ведомства земель в южных частях Уссурийского края, излагалась просьба к губернатору Приморской области командировать горного инженера и одного из офицеров корпуса лесничих, предписывалось подготовить для экспедиции 10 человек. Предписано капитану Орлову, командированному со съёмочной партией топографов, сопутствовать Г. В. Фуругельму. Далее в письме сообщалось о маршруте следования к южной части Уссурийского края: Фуругельм с капитаном Орловым и топографами должен был отправиться из Сретенска на пароходе «Зея», в Хабаровске пересесть на один из находившихся там пароходов и отправиться вверх по Уссури. Для сухопутного объезда юго-восточного прибрежья Г. В. Фуругельм мог получить во Владивостоке от командира горного артиллерийского дивизиона до шести лошадей. Тогда же, 15 апреля 1866 года, командующий войсками Восточно-Сибирского военного округа предписывал командиру 3-го Восточно-Сибирского линейного батальона назначить в распоряжение Орлова рабочих не более 21 человек из низших чинов вверенного ему батальона, обеспечить людей не менее чем 16 лошадями. 16 апреля 1866 года Орлову было отправлено предписание, в котором предлагалось произвести топографические работы в ряде мест, в том числе у озера Ханки и на реке Суйфун. В предписании сообщалось о прогоне на проезд Орлову от Иркутска до гавани Посьета, все топографические работы должны были быть закончены, а сам Орлов с топографами — прибыть в Иркутск не позже средних чисел ноября 1866 года.
По рекомендации военного губернатора участники экспедиции тщательно изучили территорию между реками Суйфун и Сучан. В Петербурге Г. Фуругельм представил отчёт о предполагаемой территории удельных земель. После этого было принято решение об отводе земель в Приморской области Удельному ведомству.

### Организация Удельного управления
27 июня 1866 года министр Императорского Двора и Уделов граф В. Ф. Адлерберг предложил Г. В. Фуругельму возглавить удельное ведомство. Фуругельм согласился. 3 июля 1867 года Высочайшим повелением земли между реками Суйфун и Сучан до водораздела были включены в Сибирское удельное ведомство. Г. В. Фуругельм направил в Приморское областное управление уведомление: «для заведования отведёнными удельному ведомству по Высочайшему повелению 3 июля 1867 года землями в Приморской области Восточной Сибири учреждено Сибирское удельное управление, местом пребывания коего назначена бухта Находка».
Согласно высочайшему повелению, военный губернатор Приморской области был наделён правом осуществлять надзор по соблюдению закона и порядка за деятельностью управляющего удельными землями. 11 января 1868 года военный губернатор Приморской области был уведомлен письмом, в котором излагалась просьба об увеличении военного отряда в гавани Находка до 30 нижних чинов при одном унтер-офицере с возложением на эту команду обязанности заготовления леса для постройки зданий Удельного ведомства, на майора Орлова, прежде проводившего для Удельного ведомства топографическую съемку в Южно-Уссурийском крае, возлагалось проведение для Удельного ведомства подробной топографической съёмки в течение двух лет. В помощь Орлову предполагалось дать двух топографов с рабочими людьми для возможного разделения съёмочной экспедиции.
22 апреля 1868 года Фуругельм был произведён в статские советники и высочайшим приказом назначен управляющим удельными землями. Главные обязанности Сибирского удельного управляющего заключались: а) в принятии необходимых мер, для содействия заселению удельных земель… и для развития в оных земледелия; б) в оказании законного покровительства слабым начаткам промыслов и торговли, которые ныне возникают в этой местности…; в) в принятии тех мер, которые, по местным условиям, окажутся необходимыми, для извлечения в пользу удельного ведомства хозяйственных выгод из отведённых ему земель. Из постановлений Департамента уделов: «Управляющий, действуя совершенно независимо от местного областного начальства во всех делах, относящихся до хозяйственного заведования удельной недвижимой собственностью, подчиняется в действиях, до сего управления касающихся, непосредственно Департаменту уделов».
Среди чиновников департамента уделов в Петербурге Фуругельм нашёл желающих занять должности бухгалтера, землемера, лекаря и фельдшера в Находке.
Штат удельного ведомства:
- Иван Степанович Шишкин — коллежский советник, землемер Сибирского удельного ведомства.
- Моисей Иванович Иванов — коллежский регистратор, фельдшер.
- Николай Александрович Крюков — коллежский советник, бухгалтер и секретарь.
- Александр Иванович Кунце — выпускник Санкт-Петербургской медико-хирургической академии[18].

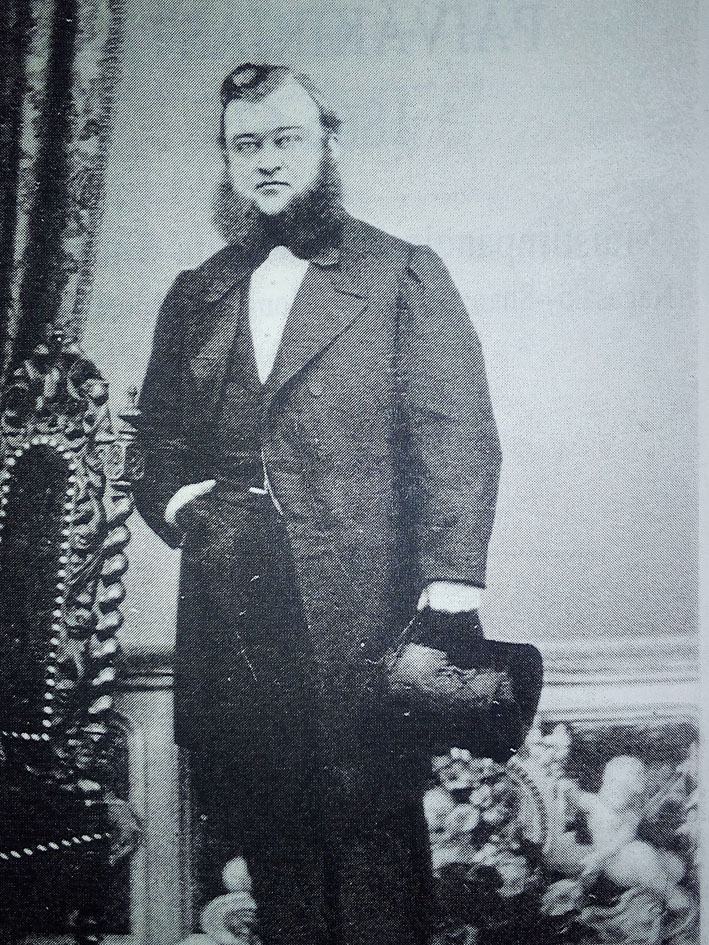
Фуругельм
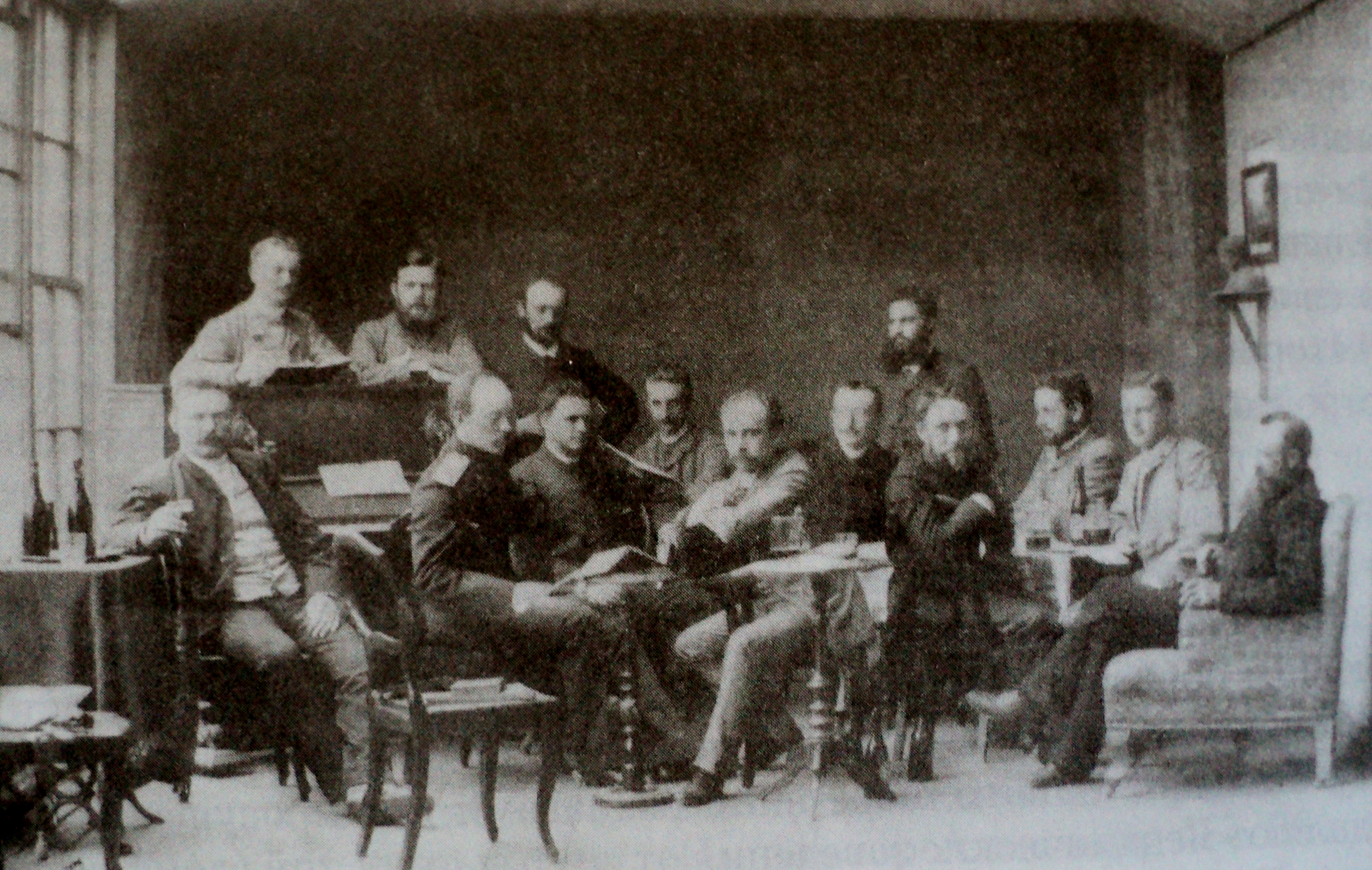
Группа финских переселенцев (1870)
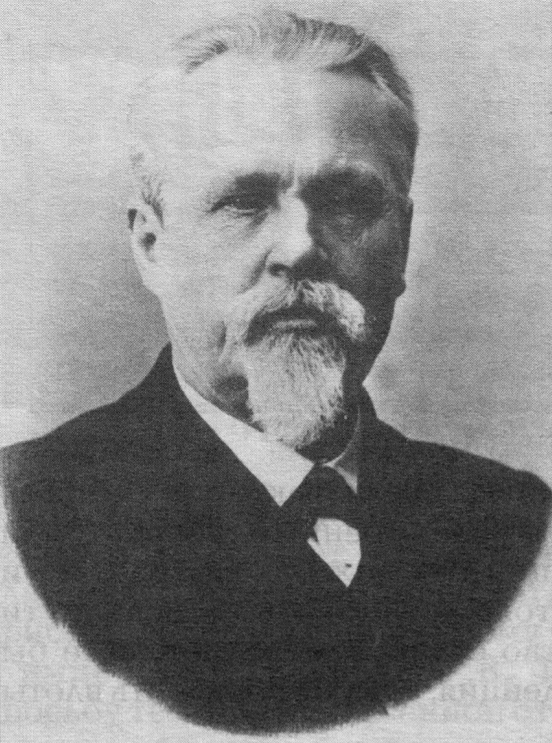
Кунце

В письме генерал-губернатора Корсакова от 10 октября 1868 года предполагалось направить на земли Удельного ведомства прибывавших в Россию корейских эмигрантов.
44 человека из Финляндии, бедствовавшей от постоянных неурожаев, согласились переселиться в Приморскую область. Высочайший указ «Правила об управлении землями, отведёнными удельному ведомству в Приморской области Восточной Сибири» предусматривал льготы колонистам. К новому месту жительства они должны были прибыть за свой счёт. По прибытии каждая семья бесплатно получала до 50 десятин земли на 24 года, после чего выплачивался оброк. На 24 года поселенцы освобождались от государственных податей и рекрутской повинности. В ноябре 1868 колонисты отправились на пароходе в Находку. Г. Фуругельм вместе с чиновниками отправился через Сибирь. В ноябре 1869 года Г. Фуругельм прибыл во Владивосток, и тотчас отправился в Находку.

## Деятельность ведомства в Находке
30 апреля 1869 года в бухту Находка на пароходе «Находка» прибыли переселенцы из Финляндии. Землемер И. С. Шишкин начертил план фактории с земельными участками для колонистов. Из Находки управляющий направил в Петербург ходатайство об установлении для фактории флага. Проект флага предложил управляющий Морским министерством Н. К. Краббе. Граф В. Ф. Адлерберг представил флаг на утверждение императору. 11 ноября 1869 года флаг был утверждён: российский триколор с более широкой белой полосой, на белой полосе слева размещался Государственный герб Российской империи. Флаг реял над бухтой Находка до упразднения удельного ведомства. Г. Фуругельм часто выезжал во Владивосток и за границу, его временно заменял Н. А. Крюков. Должность же секретаря и бухгалтера занял новый человек из Владивостока.

### Морские суда удельного ведомства
- «Находка». Судно было единственным средством связи с российскими портами, Японией, Кореей и Китаем[25]. В апреле 1870 года пароход наскочил на подводный риф у острова Квельпарт в Японском море и затонул[26].
- «Император Александр II». Принят в Сибирское удельное управление по Высочайшему повелению от 5 февраля 1872 года[4].
- «Карелия». Небольшая шхуна, взятая Г. Фуругельмом в аренду после гибели парохода «Находка»[24].
- «Горностай». Канонерская лодка: имела назначением содействовать нуждам удельного ведомства, и поэтому совершала частые переходы между Владивостоком и гаванью Находка[27].
- Паровая шлюпка удельного ведомства: на ней капитан Старицкий поднимался вверх по Сучану (1867)[27].

«…Постепенно выяснилось, что лучшую и наиболее ценную часть новых удельных владений составляют входящие в состав их острова и особенно расположенный против Владивостока остров Русский и что туда и следовало бы перенести колонизаторскую деятельность» (История уделов, 1901—1902). Удельное ведомство предполагало основать вторую факторию на Русском.

### После смерти Г. В. Фуругельма
После смерти Г. Фуругельма 30 апреля 1871 года руководство перешло к «триумвирату» из чиновников удельного управления — Н. А. Крюкову, И. С. Шишкину и А. И. Кунце. «В это время, когда надлежало выбрать новое лицо для управления Сибирским имением и затем приступить к выработке плана, как перенести главную деятельность на остров Русский, что, очевидно, считалось необходимым для успешного в дальнейшем ведении дела, последовало правительственное распоряжение, сделавшее выполнение такого плана невозможным» (История уделов, 1901—1902).
Новый военный губернатор А. Е. Кроун не расположен был поддерживать удельное управление. Морское ведомство потребовало передать ему Русский остров. По сообщению графа В. Ф. Адлерберга Сибирское удельное ведомство, уже потратившее 500 000 рублей, никому не было нужным. Министр принял решение передать имущество удельного ведомства государству. 25 мая 1873 года была завершена передача имущества морскому ведомству, чиновники отбыли через Сибирь в Петербург. «…Все отведённыя Уделам земли были обратно возвращены в Министерство государственных имуществ. Вскоре после этого все колонисты-финляндцы также разошлись. Интеллигентная часть, специалисты и ремесленники перешли во Владивосток, где многие из них хорошо устроились, а земледельцы перешли к устью р. Амба-Бира на западное побережье Амурского залива».

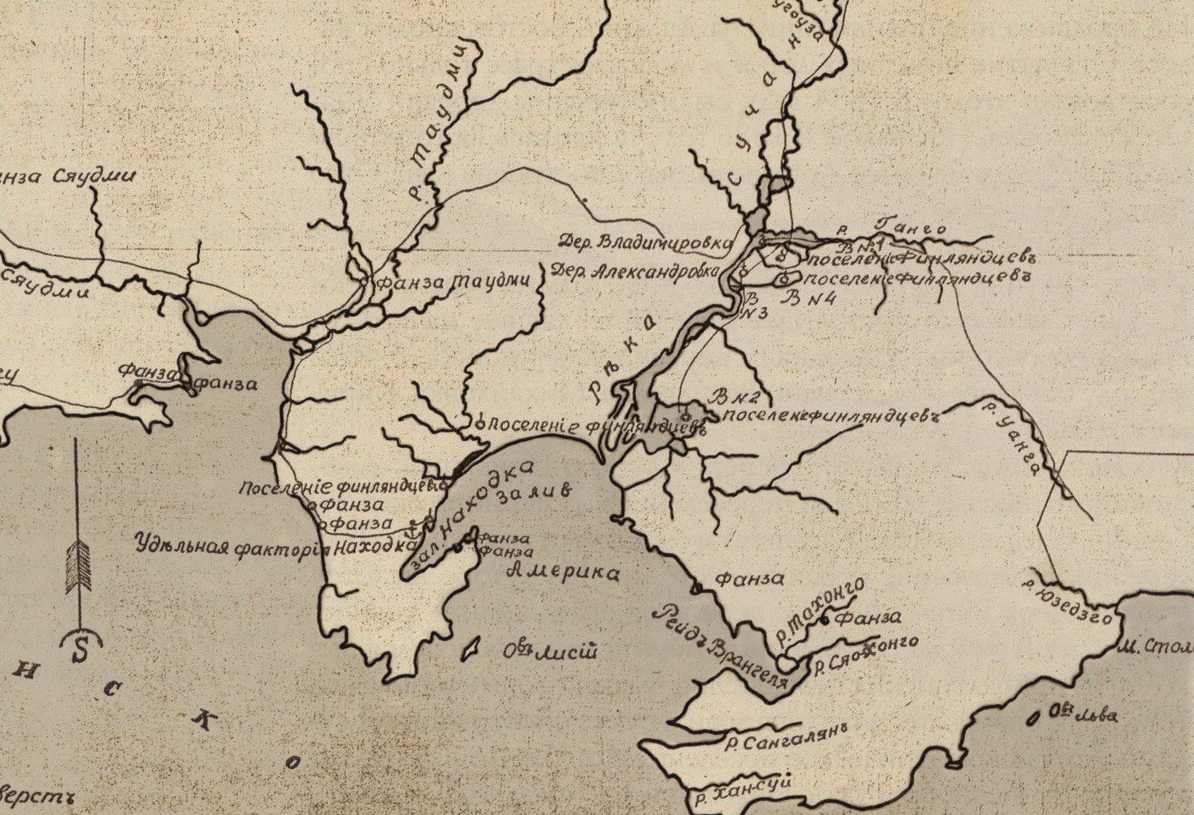
Фактория и поселения финляндцев (1869)
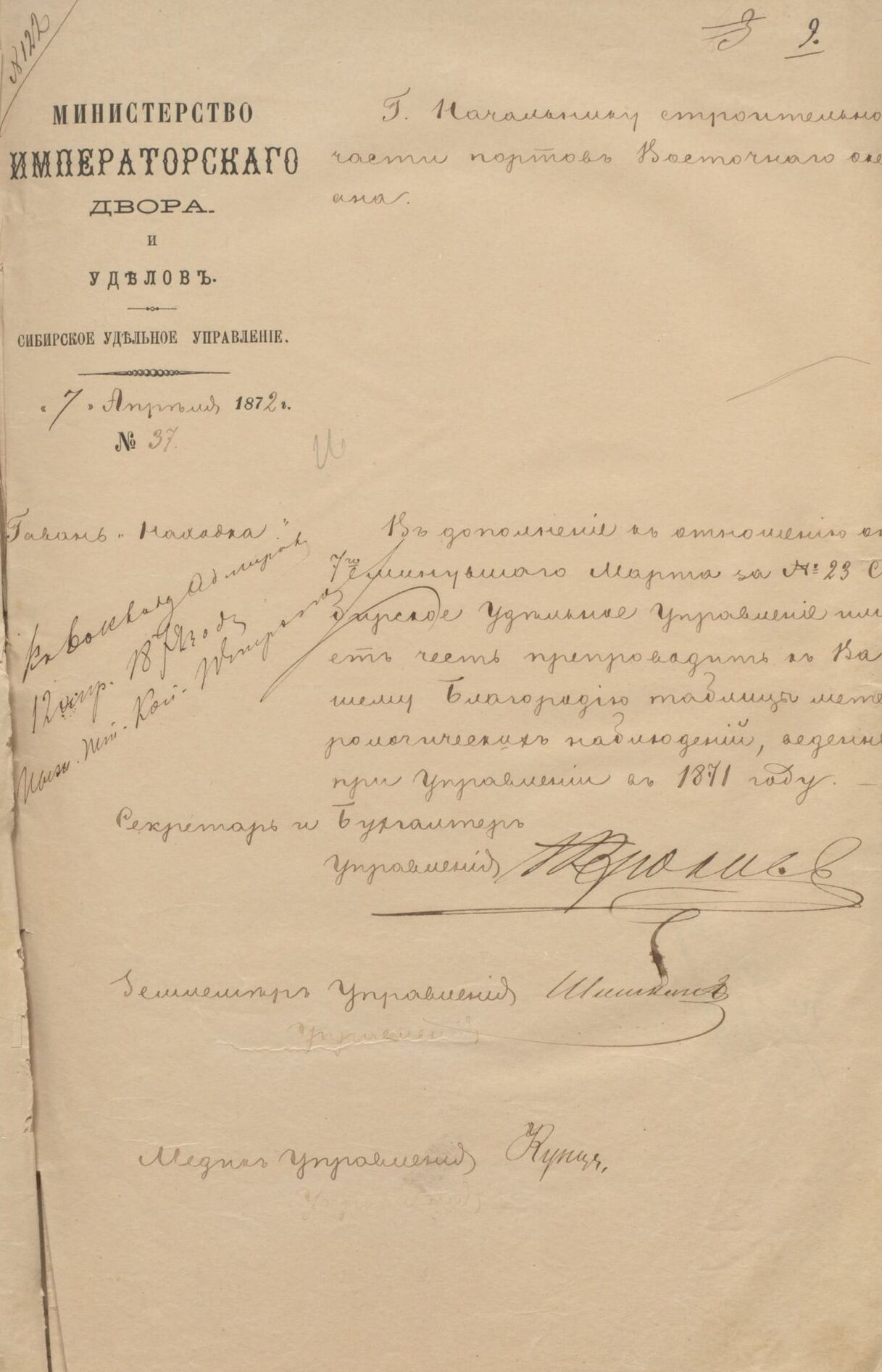
Письмо удельного управления (1872)

## После ликвидации Сибирского удельного ведомства
В издании «Приамурский край: 1906—1910 гг.» (1912) сообщалось: «…Неудача колонизации Удельным ведомством земель вокруг бухты „Находка“, куда переселенцы были отправлены морем, а затем, в продолжении года, все разбрелись и всё дело Удельным ведомством было ликвидировано. Главной причиной этого неудачнаго опыта был неподходящий выбор переселенцев, которые не были подготовлены к тем особым условиям жизни и труда, с которыми им пришлось столкнуться на новой родине. К этому прибавилось еще крушение у берегов Кореи купленного ими парохода „Находка“, который предполагалось эксплоатировать, как для собственных потребностей, так и для коммерческих целей».

### Следы построек Удельного ведомства
По статистическим данным (на основании данных специальной разработки материала переписи 1897 года) среди китайских поселений по берегу моря значилось: 
у бухты «Находка», уроч. (быв. Уд. вед.) — 17 мужчин, в том числе 17 китайцев.
Гидрограф Иванов-3 в 1898 году сообщал, что на северном берегу бухты Находка «в разстоянии 5 кабельтовых к SW-у от мыса Шефнера, находится деревянный охотничий дом, принадлежащий купцу Шевелёву. Там же сохранились следы построек Удельного ведомства и имеется несколько забытых могил первых пионеров». В лоции 1901 года сообщается, что к северо-западу от мыса Баснина сохранились следы построек Удельного ведомства.
В 1911 году были известны Удельная падь, где предполагалось устроить пристань и склад для Сучанского угля, и 2-я удельная [падь], в которой был выстроен «больших размеров дом Министерством торговли передан Министерству финансов, и ныне остатки дома перевозятся в Находку-Пристань для перестройки из него жилого дома для Находкинского Таможенного поста на участок, переданный Таможенному ведомству по Высочайшему повелению».